# شؤون فلسطينية (مجلة)
شؤون فلسطينية هي مجلة فكرية دورية، تهدف إلى معالجة القضية الفلسطينية وشؤونها المختلفة من عدة زوايا، من خلال الأبحاث والمقالات، والتقارير، ومراجعات الكتب. وتصدر عن مركز الأبحاث التابع لمنظمة التحرير الفلسطينية.

## البدايات
صدر العدد الأول من شؤون فلسطينية في 1971/3/1. وكان مؤسسها الدكتور أنيس صايغ وهو مدير الأبحاث آنذاك، أول رئيس تحرير لها، وبقي كذلك حتى نيسان 1977، حين خلفه الشاعر محمود درويش حتى عام 1978، ثم خلفه صبري جريس منذ هذا التاريخ حتى 1983 وأوكلت رئاسة تحرير إلى سميح شبيب في فترة لاحقة. وقد تولى سكرتارية التحرير لشؤون فلسطينية كل من (الياس خوري- فيصل حوراني - جورج ناصيف - عزالدين المناصرة).
في البداية صدرت مجلة شؤون فلسطينية مرة كل شهرين. وبعد عام واحد، أي منذ العدد السابع، الصادر في 1/3/1972، تحولت شؤون فلسطينية إلى مجلة شهرية.
ركزت “شؤون فلسطينية” على مشاكل الشعب الفلسطيني، والتعريف بالعدو، في المجالات الاقتصادية والاجتماعية والسياسية والعسكرية والثقافية، ومتابعة الثورة الفلسطينية عبر التعمق الذي يهدف إلى تأصيل هذه المسائل.
وأخذت المجلة أعداداً كبيرة من الكتب الصادرة عن القضية الفلسطينية باللغات العربية والإنكليزية والفرنسية والألمانية والهولندية والسويدية والنرويجية والعبرية وغيرها.

## مركز الأبحاث وإصداره للمجلة
تأسس مركز الأبحاث في بيروت، في 28 شباط 1965، بقرار من اللجنة التنفيذية الأولى لمنظمة التحرير الفلسطينية، بعد وقت قصير من إعلان قيام المنظمة في أيار 1964. واعتبر قرار اللجنة التنفيذية المركز مؤسسة من مؤسسات منظمة التحرير، يديرها مدير عام يتبع مباشرة رئيس اللجنة التنفيذية. كان أحد أهم أهداف هذا المركز تزويد الباحثين في موضوع الصراع العربي – الصهيوني بالدراسات العلمية، وتوفير المعلومات الصحيحة حول القضية الفلسطينية بما يهدف إلى تطوير مجال البحث العلمي.

## أهداف المجلة
قضى التوجه العام للمركز، منذ تأسيسه، أن يعرّف القارئ العربي بمختلف جوانب الحياة في إسرائيل في وقت كانت المكتبة العربية تفتقر فيه إلى الدراسات الرصينة في هذا المجال. وفي مرحلة لاحقة، أولى المركز عناية أكبر لدراسة أحوال الشعب الفلسطيني ومؤسساته، إلى جانب متابعة الشؤون الإسرائيلية. ومنذ عام 1967 عني المركز عناية خاصة بشؤون المناطق التي احتلتها إسرائيل في حرب 1967، بالإضافة إلى عنايته بشؤون الفلسطينيين الذين يعيشون في ظل السلطة الإسرائيلية منذ عام 1948، ومتابعته مشكلاتهم الاجتماعية ونضالهم القومي. واتجه المركز، ولا سيّما بعد عام 1967، إلى تغطية المواقف الدولية والنشاط العالمي المتصل بقضية فلسطين، وواكبت دراساته وبحوثه وتقاريره وندواته تطور العمل الفلسطيني، ودور منظمة التحرير الفلسطينية الذي شهد انطلاقته الكبيرة بعد 1967.
وبالإجمال، احتل المركز منذ تأسيسه، ومع تطوره، مكانة علمية مرموقة بوصفه المؤسسة العلمية الفلسطينية الأولى المعنيّة بالدراسات السياسية والاجتماعية والاقتصادية والعسكرية، وحظي بشهرة واسعة وثقة كبيرة في هذا المجال.

## كتاب المجلة
كان يُعِدّ مواد هذه المجلة باحثو المركز والكتّاب الآخرون الفلسطينيون والعرب والأجانب الذين يتفق معهم لهذا الغرض، أو الذين يُؤْثرون نشر إنتاجهم فيها. وقد انتظم صدور مجلة شؤون فلسطينية منذ آذار 1971 حتى حادث التفجير الذي تعرّض له المركز في الخامس من شباط (فبراير) 1983 بسيارة مفخخة وقفت بجانبه، وأودى بحياة ثمانية من العاملين فيه وكان المركز قد استمر في عمله في بيروت، حتى بعد خروج م.ت.ف. من لبنان مع أواخر آب (أغسطس) 1982، إثر الحرب التي شنتها إسرائيل على لبنان في صيف ذلك العام، كونه مؤسسة معترفاً بها من قبل السلطات اللبنانية. إلا أنّ تفجيره من ناحية، والمضايقات التي تعرّض لها العاملون فيه من ناحية أخرى أدت إلى نقل مقره، في صيف 1983، من بيروت إلى العاصمة القبرصية- نيقوسيا.

## توقف المجلة واستئنافها
توقفت المجلة عن الصدور بعد حادث التفجير لكن وفي صيف 1985 استأنفت «شؤون فلسطينية» صدورها بانتظام من جديد، وهذه المرة من مقر مركز الأبحاث في نيقوسيا، إلى أن توقفت مرة ثانية مع صدور العدد 244-245، آب (أغسطس)، أيلول (سبتمبر) 1993. وتم ذلك لأسباب قاهرة، نجمت عن الأزمة المالية الخانقة التي راحت م.ت.ف. تمر بها، وكان من نتيجتها إيقاف صرف الميزانيات للعديد من مؤسساتها.
وخلال العامين 2000-2001 جرت محاولة جديدة لاستئناف إصدار المجلة، بعد أن أُعيد افتتاح مركز الأبحاث في القدس. إلا أن حملة الإسرائيليين لإغلاق المؤسسات الفلسطينية في القدس في صيف 2001، طالت عدداً من تلك المؤسسات في المدينة، وشملت المركز أيضاً وأدت إلى إغلاقه. وفي الثالث عشر من شهر آب (أغسطس) 2011، قرّر الرئيس محمود عباس، إحياء مركز الأبحاث، وإعادة إصدار «شؤون فلسطينية». استؤنف إصدار مجلة «شؤون فلسطينية» كمجلة فصلية في رام الله، وصدر العدد 246، خريف 2011. ومنذ ذلك الحين انتظم اصدار المجلة ليصل الآن مجموعة أعدادها إلى 265.

## أقسام المجلة
1) قسم الدراسات الفلسطينية.
2) قسم الدراسات الإسرائيلية.
3) قسم الدراسات الدولية.
وتولّى الباحثون في هذه الأقسام، كل وفق اختصاصه، إعداد الدراسات والأبحاث الميدانية والتقارير المتنوعة التي تنشرها مجلة «شؤون فلسطينية» أو التي ينشرها مركز الأبحاث في كتب مستقلة، أو التي تستخدم لأغراض أخرى، ولا سيما لتغطية حاجات مؤسسات منظمة التحرير. كذلك تولّت هذه الأقسام تقديم الاقتراحات بشأن الكتب الأخرى التي يتفق المركز بشأنها مع الكتّاب، والبتّ بنشر أو بعدم نشر المخطوطات التي يعرضها كتّاب آخرون على المركز.